# Шалит Михайло Соломонович
Шалит Михайло Соломонович (1904–1968) — український ботанік, кандидат біологічних наук, доцент, старший науковий співробітник, завідувач відділу екології (1946 р.) Ботанічного саду АН УРСР; завідувач лабораторії екології (1947–1949), старший лаборант екології (1950) Інституту лісівництва.

## Внесок в охорону природи
1930 року переїхав у Харків, де очолив краєву інспектуру УКОПП та став заступником голови УКОПП.
У 1932 році підготував підсумкову роботу УКОПП: «Заповідники та пам'ятки природи України», що є найбільш повним довоєнним зведенням інформації про охорону природи радянської України.

## Наукова карьєра
З 1934 по 1938 рр. – завідував каф. бот. спочатку в Глухівському сільськогосподарському інституті, згодом – в Кримському педагогічному інституті. У 1936 р. без захисту дісертації отримав ступінь кандидата біологічних наук і звання доцента.

## Деякі публікації М.С. Шалита

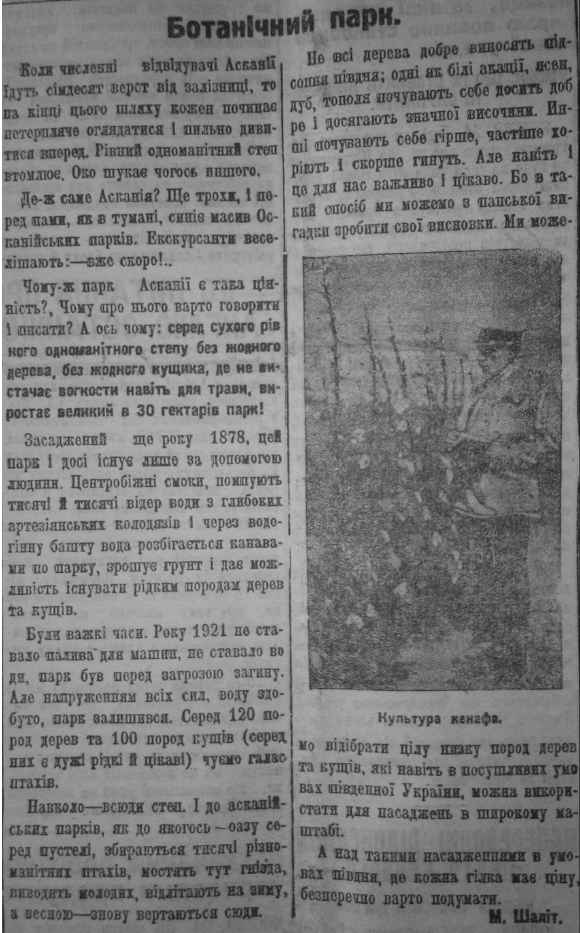
Шалит, 1928. Ботанічний парк

1. Десятова-Шостенко Н. А.и Шалыт М. Растительные ассоциации степей 1-го Государственного заповедника „Чапли“ (бывш. Аскания-Нова). Дневник Всесоюзного съезда ботаников в Ленинграде в январе 1928 г., стр. 224.
2. Десятова-Шостенко Н., Шалит М. Бібліографія Державного степового заповідника «Чаплі» (кол. Асканія-Нова) // Вісті держ. степового заповідника «Чаплі». 1928. Т. 7. С. 201-203.
3. Доклад М. С. Шалыта / Протокол пятого заседания // Труды 1-го Всероссийского съезда по охране природы. –  М.: ВООП, 1930. – 90-91.
4. Левіна Ф., Шалит М. Про рослинність островів Чурюка та Чурюк-Тюба на Сиваші, Мелітопольск. округи // Охорона пам’яток природи на Україні. – Х., 1927. – Вип 1. – С. 49.
5. Шалит М.  Великий Чапельський під  в Асканії-Нова та його рослинність року 1927-1928 //Вісті Держ. Степового заповідника «Чаплі. – 1928. – Т. 7. – С.- 165-199
6. Шалит М. Деякі відомості  за процес відновлення  степової рослинности  на перелогах  Державного степового заповідника  "Чаплі" (кол.Асканія-Нова)//Вісті Держ. Степового заповідника «Чаплі. – 1928. – Т. 7. – С. 139-152
7. Шалит М. Звіт про ботанічну роботу в Державному Степовому Заповіднику "Чаплі" (кол. Асканія-Нова( за період 1924-1925 р.р.) // Вісті Державного степового заповідника "Чаплі" (Кол."Асканія-Нова"),т.V, 1926. НКО, ДВУ, Харків, 1928.- с. 91-93
8. Шалит М. Колонія ангальтських  поселенців «Асканія Нова» 3-ІІІ-1828 – І Державний Степовий Заповідник України  «Чаплі»  1928 // Вісник природознавства. 1928. №3-4, с.157-167
9. Шалит М. С. Про підземну частину рослинності різнотравнодерновинно-злакового степу // Доп. АН УРСР. – 1950. – № 2. – С. 135–140. – Резюме рос.
10. Шалит М. С., Костомаров В. М. Дослідне озеленення териконів Донбасу // Там само. – № 5. – С. 399–404. – Резюме рос.
11. Шаліт М. Ботаничний парк. Газета „Комуніст*. 25/VIIÏ 1928, Харків.
12. Шалыт M. С. Влияние пастьбы овец на состояние растительности на степи Госзаповедника б. Аскания - Нова. Бюллетень Зоотехнической Опытной Племенной Станции в Госзаповеднике им. X. Г. Раковского (б. Аскания - Нова), 1927; № 2 стр. 128 - 156.
13. Шалыт М.С. Влияние пасьбы овец на состояние растительности  на степи  Госзаповеника б."Аскания Нова"(предварительное сообщение) // Бюллетень Зоотехнической Опытной и племенной станции в Госзаповеднике „Чапли* (б. Аскания-Нова), № 2 стр.128-153, Москва 1927 г.
14. Шалыт М.С. Геоботанический очерк Государственного Заповедника "Чапли" (быв. Аскания-Нова) // Бюлетень Фітотехнічної станції, т.1. За ред.проф.В.В. Станчинського. Мелітополь, 1930- 29-52
15. Шалыт М.С. Растительность степей Аскании-Нова. - Изв. Крымск. пед. ин-та им. М.В. Фрунзе. (1938): 7: 45-133